# Kalanchoe brachyloba
Kalanchoe brachyloba és una espècie de planta suculenta del gènere Kalanchoe, de la família de les Crassulaceae.

## Descripció
És un arbust perenne o bienal, completament glabre, de 0,6 a 2 m d'alçada, amb tubercles d'arrel subglobosa o napiforme o rizoma llenyós.
Les tiges són simples, teretes, erectes, de color verd.
Les fulles són subrosulades, sèssils o subsèssils, carnoses, molt suculentes, lanceolades, oblongues, ovades, el·líptiques a espatulades, glauques, de color gris-verd, més o menys tenyides de vermell al llarg dels marges, de 5 a 28 cm de llarg i de 2,5 a 8 cm d'ample, punta obtusa o arrodonida, base atenuada, clarament amplexicaule, els marges solen ser lobulats o crenats o sencers i ondulats.
La inflorescència en forma de cima corimbosa densa i plana, de 5 a 45 cm, pedicels de 6 a 15 mm.
Les flors són erectes, calze de color verd pàl·lid, tub de 0,7 a 1,5 mm, sèpals lanceolats a àmpliament triangulars, obtusos, carnosos, de 0,7 a 5 mm de llarg i de 1,5 a 2,7 mm d'ample, tub de corol·la de 4 angles-cilíndric a gairebé piramidal, de color verd groguenc, de 10 a 15 mm, pètals ovats a semi-orbiculars, aguts, de groc a groc ataronjat, de 2 a 5 mm de llarg i de 2 a 4 mm d'ample.

## Distribució
Planta mol estesa al sud d'Àfrica, des de la Rep. Dem. del Congo fins a Moçambic, Namíbia i Sud-àfrica. Creix al bosc, en terres arenoses o pedregoses o fissures de roca.

## Taxonomia
Kalanchoe brachyloba va ser descrita per Friedrich Martin Josef Welwitsc i publicada a Flora of Tropical Africa 2: 392. 1871.

### Etimologia
Kalanchoe: nom genèric que deriva de la paraula cantonesa "Kalan Chauhuy", 伽藍菜 que significa 'allò que cau i creix'.
brachyloba: epítet format per les paraules gregues βραχύ (brachy) = 'curt' i λοβός (lobos) = 'lòbul', en referència als curts segments de la corol·la.

### Sinonímia
- Kalanchoe multiflora Schinz (1888)
- Kalanchoe baumii Engler & Gilg (1903)
- Kalanchoe pyramidalis Schönland (1907)
- Kalanchoe pruinosa Dinter (1923)